# Francesco Guerra

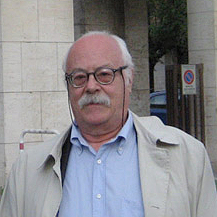
Francesco Guerra (2012)

Francesco Guerra (* 10. November 1942 in Neapel; † 19. Juni 2025) war ein italienischer mathematischer Physiker.

## Leben
Guerra graduierte 1964 an der Universität Neapel. Danach war er 1966 bis 1968 Wissenschaftler am nationalen italienischen Kernforschungszentrum INFN und ab 1968 Professor (Professor Incaricato) an der Universität Neapel. 1970 bis 1972 war er an der Princeton University. 1971 habilitierte er sich. Von 1974 bis 1975 war er Assistenzprofessor an der Universität Aix-Marseille in Luminy und 1975/76 am Institute for Advanced Study. Ab 1976 war er Physikprofessor an der Universität Salerno (ab 1978 auch stellvertretender Rektor). Von 1979 bis 2013 war er Professor für Theoretische Physik an der Universität Rom (La Sapienza), zuerst in der Fakultät für Mathematik (deren Direktor er 1983/84 war), ab 1985 in der Fakultät für Physik, der er 1995 bis 2001 vorstand.
Guerra beschäftigte sich mit Quantenfeldtheorie (Axiomatische Quantenfeldtheorie und Gittereichtheorie) und statistischer Mechanik. Guerra und Michel Talagrand konnten eine strenge Begründung der Replica-Methode von Giorgio Parisi für Spingläser liefern.
2004 hielt er einen der Plenarvorträge auf dem Europäischen Mathematikerkongress (Mathematical aspects of mean field spin glass theory) und 2006 einen Plenarvortrag auf dem Internationalen Kongress für mathematische Physik in Rio de Janeiro.